# Tarentola delalandii
Espèce
Synonymes
- Platydactylus delalandii Duméril & Bibron, 1836

Statut de conservation UICN

 LC  : Préoccupation mineure
Tarentola delalandii est une espèce de geckos de la famille des Phyllodactylidae.

## Répartition
Cette espèce est endémique des îles Canaries. Elle se rencontre sur les îles de Tenerife et de La Palma.

## Description

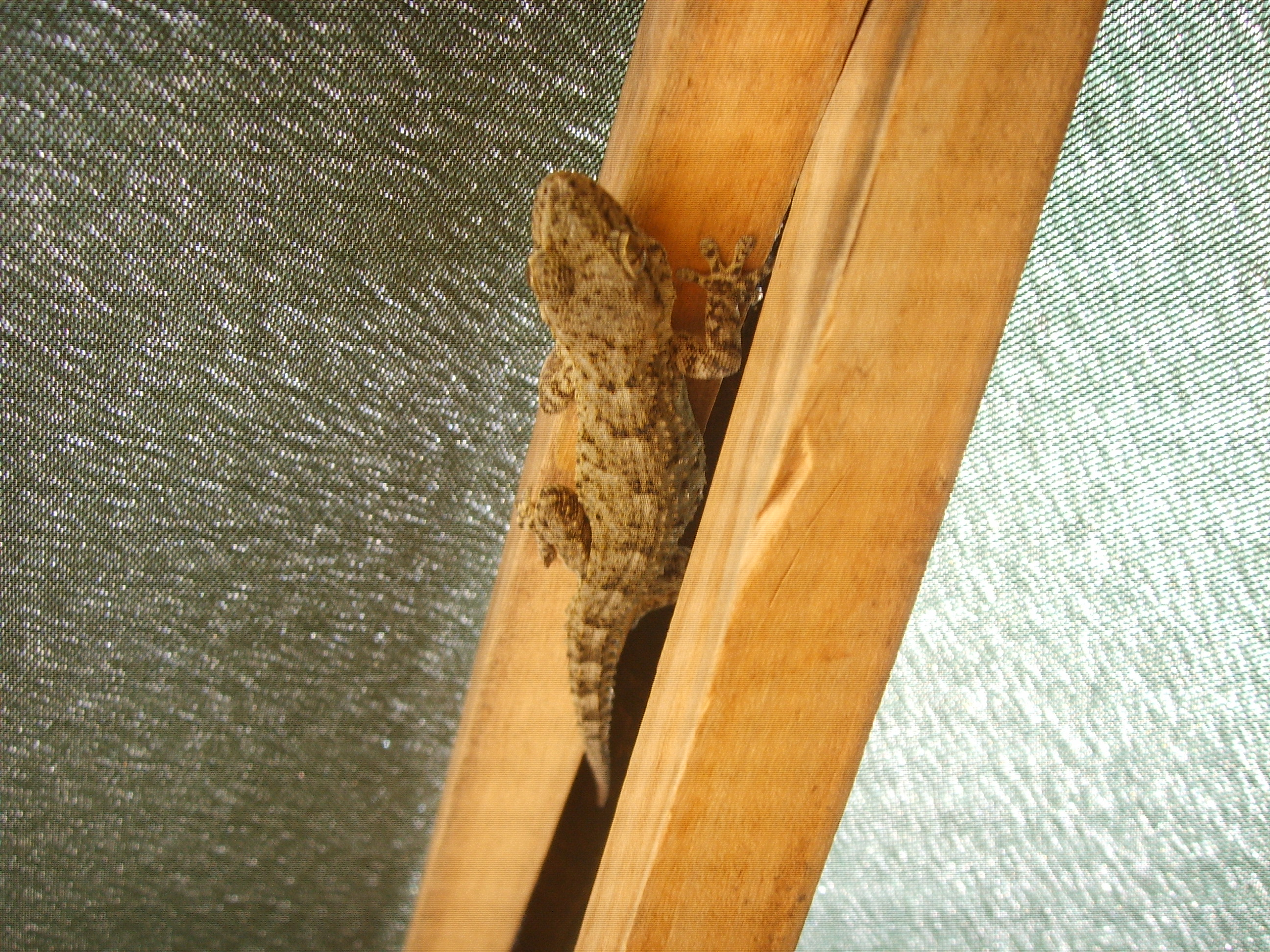

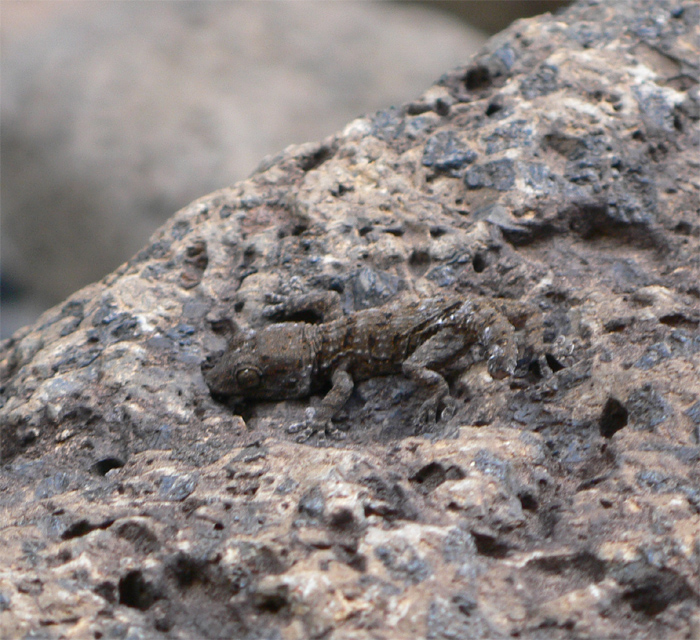

C'est une espèce de gecko d'aspect trapu. La peau a un aspect rugueux, avec des petites excroissances. La teinte est gris-marron, avec des taches gris-noir et d'autres blanches. L'extrémité des excroissances est blanche.

La femelle est plus petite, et ne dépasse pas les 17 cm, alors que les mâles atteignent les 20 cm.

## Reproduction
Les femelles pondent trois fois deux œufs.

## Étymologie
Cette espèce est nommée en l'honneur de Pierre Antoine Delalande.

## Publication originale
- Duméril & Bibron, 1836 : Erpetologie Générale ou Histoire Naturelle Complete des Reptiles. Librairie Encyclopédique Roret, Paris, vol. 3, p. 1-517 (texte intégral).